# Rurale sociologie
Rurale sociologie is een domein binnen de sociologie dat het sociale leven in niet-stedelijke gebieden of 'het platteland' onderzoekt. Tegenover de rurale sociologie staat de urbane sociologie, de studie van het leven in stedelijke gebieden.

## Kenmerken
De rurale sociologie is de wetenschappelijke studie naar sociale arrangementen, instituties en sociaal gedrag, onder mensen die in gebieden wonen met een lage bevolkingsdichtheid, en met relatief geringe economische activiteit. Zoals elke sociologische discipline, omvat het vakgebied onder andere: het onderzoeken van statistische data, het afnemen van interviews, sociale theorievorming en het doen van observaties.
Een belangrijk onderwerp van onderzoek van de rurale sociologie zijn de landbouw en de gerelateerde landbouwbedrijvigheid. Andere thema’s zijn rurale migratie, demografische ontwikkelingen, milieusociologie, rurale geschiedenis, rurale hygiëne en ruraal beleid.
Internationaal zijn de ruraal sociologen met elkaar verbonden via de European Society of Rural Sociology (ESRS) en The International Rural Sociology Association (IRSA). Het journal is Sociologia Ruralis.

## Geschiedenis
In Frankrijk, Ierland, Pruisen, Scandinavië en de Verenigde Staten kwam de rurale sociologie op tijdens de late industriële revolutie. De oorzaak hiervan was de groeiende sociale kloof tussen bewoners van respectivelijk rurale en urbane gebieden, door een toegenomen stedelijke welvaart. Max Weber, een van de grondleggers van de sociologie rond 1900, schreef over rurale sociologie. In Europa, en meer specifiek Nederland, kwam de rurale sociologie op na de Tweede Wereldoorlog.
Evert Willem Hofstee (1909-1987) was de grondlegger van de rurale sociologie in Wageningen. In 1946 werd hij benoemd tot hoogleraar economische en sociale geografie en de sociale statistiek in Wageningen. Naast zijn interesse in de demografie hield hij zich bezig met het ontwikkelingen van de maatschappijwetenschappen aan de toenmalige Landbouwuniversiteit. Dit leidde onder meer tot de oprichting van de zelfstandige onderzoeksrichting rurale sociologie.
De opvolger van Prof. Dr. Hofstee was Prof Dr. Ir. Jan Douwe van der Ploeg, die hoogleraar werd in 1992. Van Der Ploeg stelt vooral de relaties tussen de agrarische bevolking en de samenleving centraal. Dit leidt tot het begrip rurale ontwikkeling als centrale thema van zijn onderzoek. Hij houdt een pleidooi voor het opnieuw herkennen van diversiteit in de landbouw wat in zijn opvatting niet genoeg empirisch is onderzocht. Dit leidt tot een serie publicaties over bedrijfsstijlen in de Nederlandse landbouw in de vakreeks Studies van Landbouw en Platteland. Ook uit Van der Ploeg kritiek op het moderne expertsysteem wat volgens hem niet voldoende oog heeft voor het innovatieve vermogen van de boerenbedrijven.

## Onderwijs
In Nederland is de rurale sociologie een specialisatie binnen de studierichting internationale ontwikkelingsstudies aan Wageningen Universiteit en Researchcentrum. Andere verwante specialisaties die in Wageningen worden gedoceerd zijn Milieusociologie, Agrarische Geschiedenis, Communicatie- en Innovatiestudies en Technologie- en Agrarische Ontwikkeling. De Hogeschool Larenstein doceert de HBO-variant plattelandsvernieuwing.
In andere Europese landen komen varianten van de studie rurale sociologie voor, zoals in Cardiff (Wales), Perugia (Italië), Leuven (België) en Galway (Ierland).